# Claudia Winkleman
Claudia Anne Mary I. Winkleman (15 gennaio 1972) è un'annunciatrice televisiva e giornalista britannica.
È la figlia di Eve Pollard, ex redattore del Sunday Express, e di Barry Winkleman, un ex editore del The Times Atlas Of The World. Il suo patrigno è Sir Nicholas Lloyd, ex redattore del Daily Express, e la sua sorellastra, acquisita dopo il secondo matrimonio di suo padre con l'autrice di libri per bambini Cindy Black, è l'attrice Sophie Winkleman.
Tra i ruoli più importanti, oltre a quello di annunciatrice televisiva, è la conduzione di un'edizione dell'Eurovision Song Contest.